# Линденберг, Роман Владимирович
Роман Владимирович Линденберг (11 апреля 1910, Житомир, Российская империя — 21 марта 1972, Киев, СССР) — советский военачальник, капитан 1-го ранга, командир подводной лодки Д-2 «Народоволец» в годы Великой Отечественной войны (1940—1945).

## Биография
Родился 11 апреля 1910 года в Житомире.
В сентябре 1928 года поступил в Военно-морское училище имени М. В. Фрунзе в Ленинграде.
После завершения учёбы в училище, с октября 1932 года по ноябрь 1934 года — командир БЧ-2-3 подводной лодки Д-6 «Якобинец».
В 1935 году окончил Курсы командного состава Учебного отряда подводного плавания имени С. М. Кирова.
С июня 1935 года по ноябрь 1935 года — помощник командира подлодки «А-5».
С ноября 1935 года по июль 1938 года — командир подлодки «Щ-206».
В июле 1938 года был арестован НКВД. Находился в заключении. Был освобождён и 17 апреля 1940 года восстановлен в кадрах ВМС.
С апреля 1940 года по ноябрь 1940 года — помощник командира подводной лодки «Д-6».
Член ВКП(б) до 1938 года и с 1941 года.

### 1941—1945: Командир подлодкиД-2 «Народоволец»
По заключению российского историка Мирослава Морозова, Роман Линденберг осуществлял командование подводной лодкой Д-2 «Народоволец» с ноября 1940 года по сентябрь 1945 года. В 1942 году его подводная лодка была зачислена в состав третьего эшелона подводных сил, который был развёрнут к середине сентября. Капитан 2-го ранга в отставке А. К. Савченко на страницах «Военно-исторического журнала» вспоминает, что подводная лодка «Народоволец» выполнила свой первый боевой выход во время войны с 23 сентября по 4 ноября 1942 года. Роман Линденберг в это время носил звание капитана 3-го ранга. В ходе этой вылазки «Народовольцу» удалось прорваться в Южную Балтику, где у острова Борнхольм им было торпедировано транспортное судно «Якубус Фрицен» водоизмещением 4090 тонн. Через пять суток подводная лодка «Народоволец» атаковала немецкий конвой, в состав которого входило два железнодорожных парома. По воспоминаниям А. К. Савченко в результате атаки на одном из них погибло около 600 солдат и офицеров противника. Несмотря на преследование немецких противолодочных сил Роману Линдербергу удалось благополучно возвратиться в осаждённый Ленинград, где его экипаж лично встречал главком Военно-морского флота Николай Кузнецов.
19 октября 1942 года подлодкой Д-2 «Народоволец» под командованием Р. В. Линдерберга был повреждён немецкий железнодорожный паром «Дойчланд» («Deutschland»), курсировавший между немецким городом Зассниц и шведским городом Треллеборг. Во время этого рейса паром перевозил немецких военнослужащих с восточного фронта на отдых. В результате нападения погибли 5 солдат, ещё 20 солдат и двое гражданских пропали без вести, 27 солдат и 6 гражданских получили ранения. Отмечается, что в 1942 году активность советских подводников на балтийских коммуникациях всегда вызывала серьёзное беспокойство и финского, и немецкого командования. По мнению российского историка доктора исторических наук Михаила Мягкова, после атаки Р. Линденберга на паром «Дойчланд» морально-психологическое состояние немецких морских экипажей стало близким к паническому.
После войны последствия этой ситуации были отражены в воспоминаниях советского адмирала Владимира Трибуца:

Торпедирование парома вызвало большой шум в шведской и германской печати. Что касается немецко-фашистского морского командования, то оно под впечатлением смелой атаки советской подводной лодки было вынуждено немедленно и даже открытым текстом передать всем транспортам, находившимся в этом районе, распоряжение укрыться в ближайшие порты и ждать указания. В связи с этим движение транспортов к западу от острова Борнхольм прекратилось на несколько суток. Со дня выхода «Д-2» в море прошло уже 45 суток. Для боевого похода вблизи главных тыловых баз фашистской Германии это был срок весьма продолжительный. Кроме политико-морального воздействия на кичливого врага Линденберг нанес фашистам и существенный материальный ущерб, потопив два крупных транспорта. … капитан 2-го ранга Р. В. Линденберг, вполне подготовленный командир, умеющий сочетать смелость и решительность с обоснованным расчетом— адмирал В. Ф. Трибуц
Всего во время Великой Отечественной войны подводная лодка «Народоволец» под командованием Романа Линденберга совершила 4 боевых похода (138 суток), произвела 12 торпедных атак (израсходовано 19 торпед) и потопила 4 транспортных судна противника. Последний боевой выход был совершён в апреле-мае 1945 года.
По информации архива ЦВМА, 16 июля 1945 года капитан 2 ранга Линденберг за ряд заслуг и достижений был представлен к ордену Нахимова II степени, однако награждён им не был. Среди причин представления его к высокой награде указаны:
- успешное выполнение задач по дозору и разведке в южной части Балтийского моря,
- боевую подготовку по окончании войны,
- потопление за время войны 5 транспортов противника общим водоизмещением 29000 тонн,
- проявленную при этом личную храбрость[7].

Советский военный деятель и мемуарист Пётр Грищенко описывал Романа Линденберга следующим образом:

Роман Владимирович Линденберг. Высокий, худощавый, подтянутый, он отличался всегда собранностью и сдержанностью. Это был умный, находчивый и зрелый подводник. Меня всегда восхищала его тактическая сметка, в любых условиях обстановку он оценивал быстро, на лету и действовал грамотно и решительно.— П. Д. Грищенко

### После войны
С сентября 1945 года по декабрь 1947 года — командир 1-го дивизиона подводных лодок 1-й бригады ПЛ КБФ.
С декабря 1947 года по март 1948 года командир 10-го дивизиона подводных лодок 3-й бригады ПЛ 7-го ВМФ.
С марта 1948 года по октябрь 1951 года — заместитель начальника отдела, начальник отделения штаба 7-го ВМФ.
9 июля 1949 года присвоено звание капитан 1 ранга.
С октября 1951 года по июнь 1960 года — начальник Научно-исследовательского редакционно-издательского отдела Черноморского высшего военно-морского училища, 2-го Высшего военно-морского училища подводного плавания, Балтийского высшего военно-морского училища подводного плавания.
С июня 1960 года капитан 1 ранга Линденберг в запасе.
C февраля 1961 года по март 1972 года работал учёным секретарём в Институте электродинамики АН УССР в Киеве.
Умер 21 марта 1972 года.

## Воинские звания
- капитан-лейтенант (22.06.1941)
- капитан 3 ранга (23.09.1942)
- капитан 2 ранга (13.03.1944)
- капитан 1 ранга (09.07.1949)

## Награды
- орден Ленина (03.11.1953)[10],
- орден Красного Знамени (24.02.1943)[11] изначально был представлен к ордену Ленина[12]
- орден Красного Знамени (21.11.1944)[13]
- орден Красного Знамени (20.06.1949)[10]
- орден Отечественной войны I степени (08.02.1945)[14]
- орден Красной Звезды (03.11.1944)[10][15]

медали в том числе:
- - «За оборону Ленинграда»[16]
  - «За победу над Германией в Великой Отечественной войне 1941—1945 гг.»[17]
  - «За взятие Кёнигсберга»[17]

## Память
- Парадный мундир командира Д-2 капитана 3 ранга Романа Владимировича Линденберга с наградами экспонируется в Мемориальном комплексе «Подводная лодка Д-2 „Народоволец“» филиале Центрального военно-морского музея имени императора Петра Великого в Санкт-Петербурге[18].